# Вилоріг
Вилорі́г (Antilocapra americana) — північноамериканський ссавець ряду парнокопитних, найшвидша наземна тварина Західної півкулі, швидкістю поступається тільки африканському гепарду. Вилоріг — єдина з копитних тварин Північної Америки, якій удалося пережити останнє зледеніння й вистояти проти антропогенного тиску (полювання) останніх кількох тисяч років. Особливістю цього виду є те, що роги вкриті роговими чохлами, які змінюються щороку, залишаючи кісткову основу незмінною; це вказує на перехідне положення виду між оленями та порожнисторогими.

## Таксономічна характеристика
Рід вилоріг (Antilocapra Ord, 1818) представлений одним сучасним видом — вилоріг північноамериканський (Antilocapra americana Ord, 1815). Також було описано один вимерлий вид — Antilocapra pacifica. Було названо п'ять підвидів, але загально визнано тільки три:
- A. a. americana Ord, 1815 — вилоріг звичайний або американський, поширений у Альберті, Саскачевані, США й пн.-цн. Мексиці;
- A. a. peninsularis Nelson, 1912 — вилоріг півострівний, ендемік Баха-Каліфорнії;
- A. a. sonoriensis Goldman, 1945 — вилоріг сонорський, живе в південно-західній Аризоні (США) та північно-західній Сонорі (Мексика);

Однак виконані аналізи мітохондріальної ДНК, починаючи з ранніх 1990-х років, підтримують ідею існування одного виду з широкими межами, а не окремих підвидів.

## Зовнішній вигляд та будова тіла

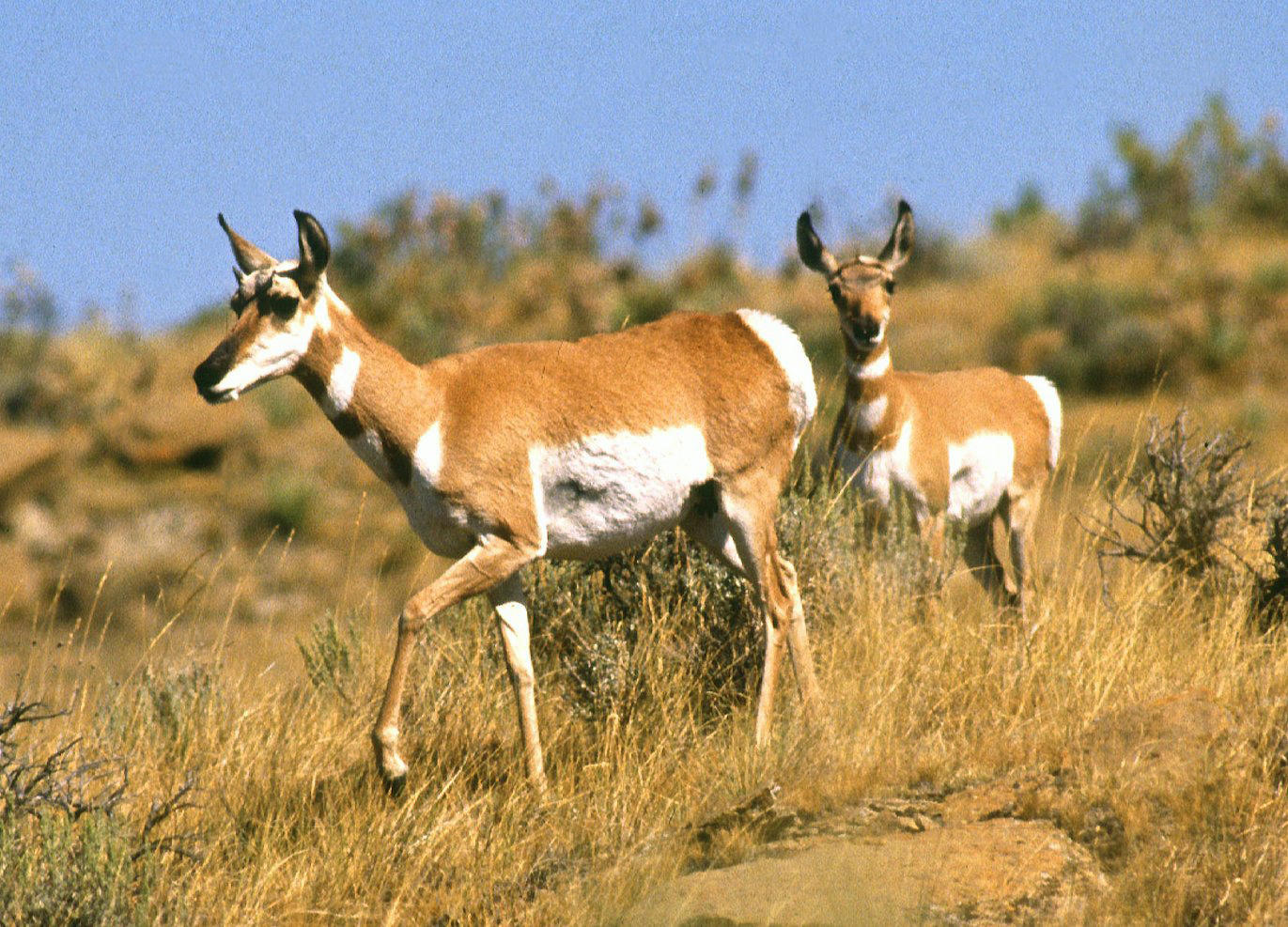
Дві самиці

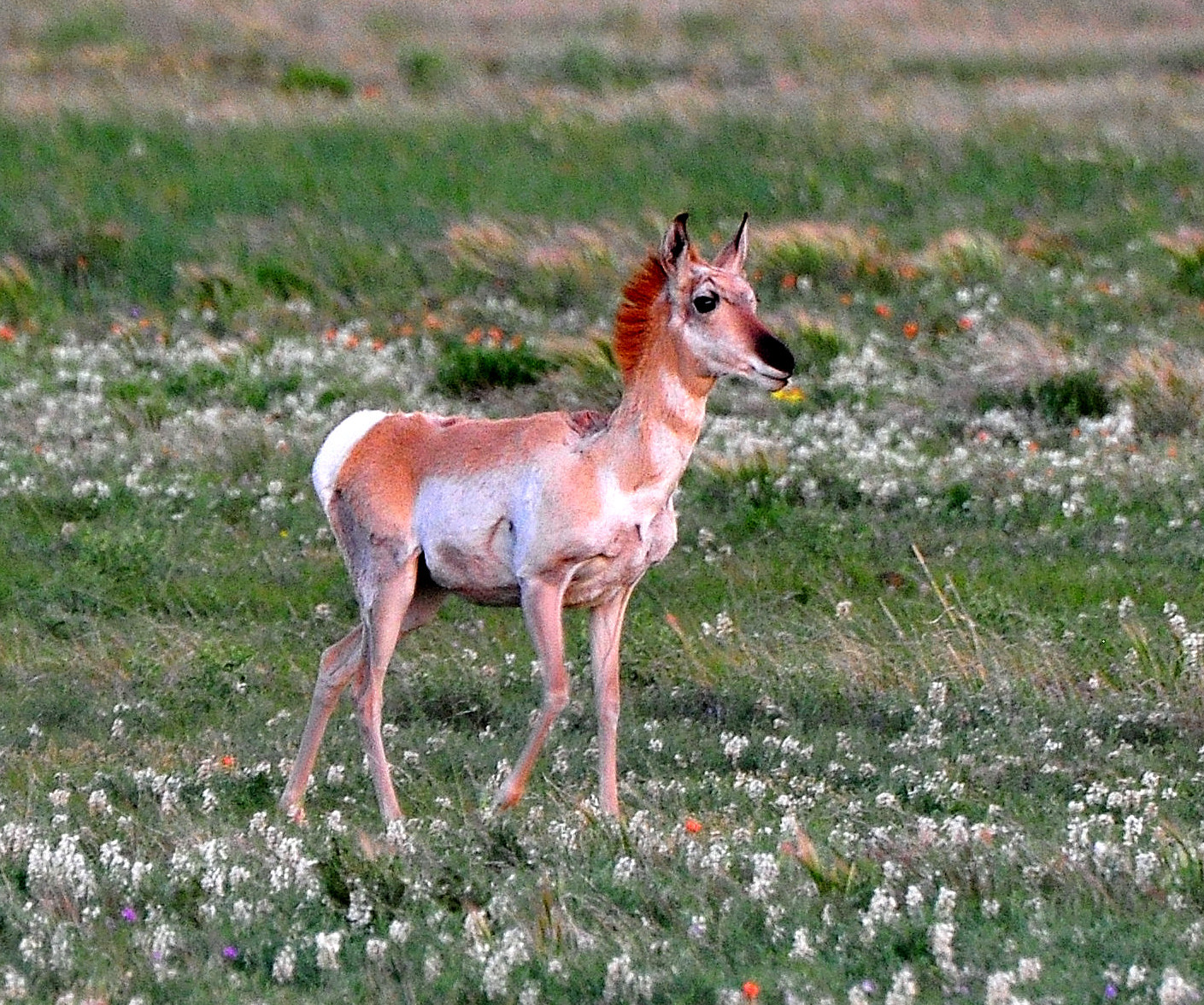
Дитинча

Цей оленеподібний ссавець має рудувато-коричневу спину та білі черево та зад. Як продовження білого крупу, вся нижня частина тіла від плечей до стегон теж біла та має форму великої прямокутної плями з обидвох сторін. У нього дві широкі білі смуги впоперек рудувато-коричневої шиї та коротка чорна грива. У самців широка чорна смуга йде від очей вниз по морді до чорного носа та чорні плями на нижній щелепі. На нижній частині голови та під вухами теж білі плями. Білі губи та підборіддя контрастують із чорними носом, ротом, очима та блискучими чорними рогами. Забарвлення вилорога специфічне та має певне призначення. Рудувато-коричневі, чорні та білі кольори допомагають тваринам зливатися з природним оточенням. Сонорський вилоріг є меншим та світліше забарвленим серед інших підвидів: пристосування до посушливого пустельного оточення. Усі вилороги мають дуже короткий, майже непомітний, хвіст, вуха пропорційні до їхнього тіла та розвинуті сальні залози. Довге пухнасте підшерстя вкрите грубою ламкою шерстю. Роги вилорогів складаються з постійної кістяної основи покритої виростами рогового чохла, що скидаються щороку. Роги самців, виростаючи повністю, досягають 28–50 см, вигнуті назад та злегка до голови, з зубцем на середині рога — схожі на вила, за що тварини й отримали свою назву. Самиці не мають такого чорного забарвлення та роги в них менш вилоподібні та не довші від їхніх вух: зрідка більші 8–10 см. Голова з видовженою мордою та великими очима.
Вилороги мають гострий зір, що важливо для тварини, яка живе на відкритих рівнинах. Вони можуть помітити об'єкт на відстані приблизно 3.2 км. Очі вилорогів сильно випнуті, надзвичайно великі (приблизно 3 см у діаметрі) та розміщені високо ззаду по обидві сторони голови. Це надає їм великий кут огляду, майже 360 градусів, не повертаючи голови.
Будова тіла вилорогів надзвичайно сприяє швидкому бігу цих тварин, завдяки чому вилороги є найшвидшими ссавцями Північної Америки. Вилоріг друга найшвидша тварина суші після африканського гепарда, однак може підтримувати досить високу швидкість від 59 до 65 км/год на відміну від гепарда. Є гіпотеза, що вилоріг розвинув таку здатність, щоб утікати від американського гепарда. Вилоріг має дуже довгі ноги, він пересувається на кінчиках копит; ноги та м'язи пристосовані до швидкого бігу на довгі дистанції. У нього великі трахея, легені та серце, що дозволяє отримувати достатню кількість кисню, необхідного під час тривалого бігу. Серце вилорога удвічі більше за серце домашньої вівці, хоча обидві тварини мають однакову вагу. Крім цього, вилороги використовують свою збільшену систему органів дихання для дихання ротом, заковтуючи повітря. Це допомагає збільшувати витривалість, і не є ознакою втоми тварини. Пристосування вилорогів до швидкого бігу розвинулося за давніх часів в американських преріях, тому що давні вилороги мали втекти від доісторичних гепардів та вовків. Жоден сучасний хижак не може наздогнати та впіймати здорового дорослого вилорога.
Самиці переважно мають чотири молочні залози, проте зафіксовані випадки шести залоз у деяких тварин.
Висота та довжина тіла коливаються в межах 1000—1500 мм, довжина хвоста 75–178 мм та висота холки 810—1040 мм. Самці в середньому на 10 % більші від самиць. Маса 36–70 кг.

## Ареал
Вилоріг поширений на території від південних частин канадських провінцій Альберти та Саскачеван, через захід США до Ідальго, Баха-Каліфорнії та західної Сонори, Мексика; від річки Міссурі до Скелястих гір.
Вилоріг проживає на відкритих рівнинах американських прерій у трав'янистих, полинових та низькочагарникових місцевостях та пустелях; на висоті до 3353 м над рівнем моря.

## Життєвий цикл
Вилороги полігамні тварини. У північних регіонах поширення тварин розмноження відбувається під час тритижневого періоду з середини вересня до перших днів жовтня. У південних регіонах поширення розмноження починається раніше, наприкінці липня. Під час парування самиці запліднюють від 4 до 7 яйцеклітин. Переважно під час першої вагітності самиці народжують одного малюка й до двох малюків при наступних вагітностях. Період вагітності триває 252 дні. Вага новонароджених оленят 2–4 кг. Малюки мають сіре забарвлення та несхожі на дорослих, проте вже у тримісячному віці досягають забарвлення дорослих тварин. У віці чотирьох днів оленятко може випереджати людину в бігу. В три тижні їсть деякі рослини та все ще ссе густе та поживне молоко матері. Роги починають рости у віці шести місяців. Максимальної величини (250 мм) у самців роги досягають у 2–3 роки. Статевого дозрівання тварини досягають у віці 5 (самці) та 16 місяців (самиці). Самці не спаровуються поки їм не виповниться три роки. Самці не допомагають у виховуванні дитинчат.
Максимальна тривалість життя вилорогів становить 16 років у дикій природі, хоча вони рідко живуть довше 9 років. Поширені причини смерті: хижаки, жорстка зима з глибоким снігом, брак води, полювання або автомобільні зіткнення. У неволі зафіксовано максимальну тривалість життя 11 років.

## Поведінка

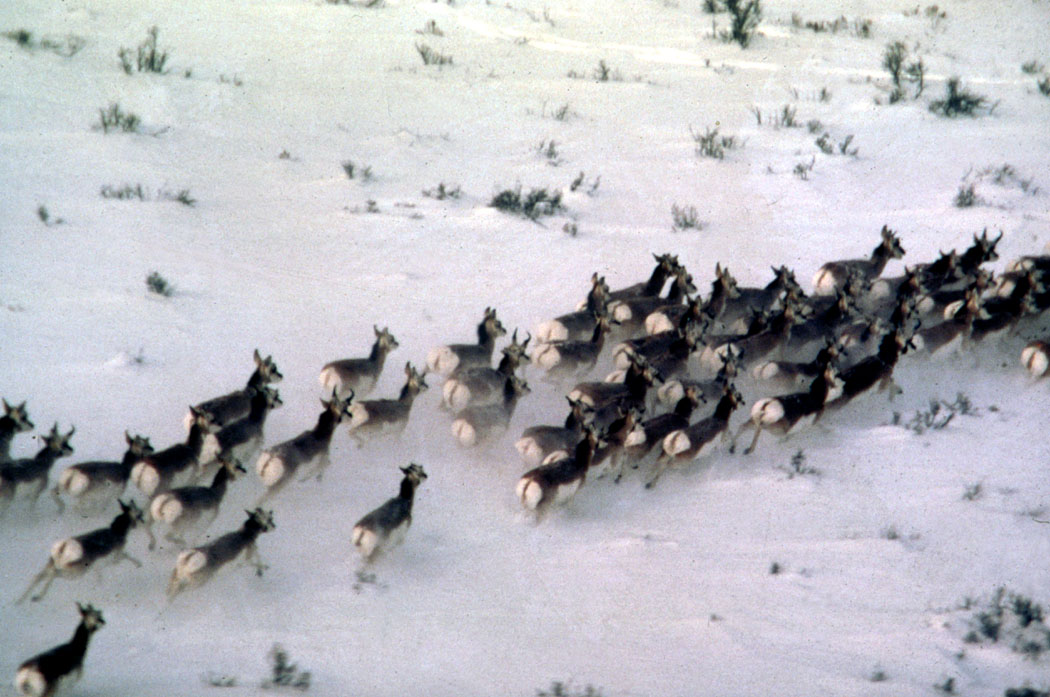
Стадо вилорогів узимку

Вилоріг може досягнути швидкості 86 км/год, що робить його найшвидшим ссавцем Нового Світу. Тварини ведуть як денний, так і нічний спосіб життя. Найменш активні після заходу сонця та перед світанком. Добові переміщення залежать від запасів корму: навесні та влітку до 1 км, восени та взимку до 10 км. Глибокі сніги змушують стада здійснювати переходи на 160 км.
У тварин добре розвинута соціальна організація. Восени та взимку вилороги збираються у великі стада до 1000 особин різного віку і статі, на чолі кожного з них стоїть вожак. З приходом весни стада починають розбиватися на менші розділені за статтю групи. У цей час самці віком від трьох років починають змагатися за територію. Їхні ділянки містять джерело питної води й часто обмежені природними перешкодами, які дозволяють самцям утримувати групи самиць всередині. Самці помічають свою територію запахом. Чужаків-самців зустрічає пильний погляд, що віщує агресію. Якщо прибулець продовжує порушувати межі ділянки, то виникає бійка (переважно безкровна). Молоді самиці формують групи, які мандрують поряд нічийними землями між ділянками. Території панівних самців фактично слугують притулком для самиць, бо ті захищають їх від молодих оленів, та усувають конкуренцію за найкращі джерела корму між самицями та молодими самцями. Після сезону парування рогові нарости скидаються, після чого ієрархічні відмінності стають нечіткими.
Серед вилорогів поширені декілька загальних голосових та візуальних сигналів: телята мекають при ізоляції від матері, самиця бурчить, коли шукає своїх телят, самиці ревуть під час поєдинків; самиці й самиці роздувають ніздрі, коли сердяться. Коли тварини бачать небезпеку, шерсть на білих сідницях випрямляється, що служить сигналом попередження для всього стада. Природними ворогами є койот, вовк, беркут, пума та рись.

## Живлення

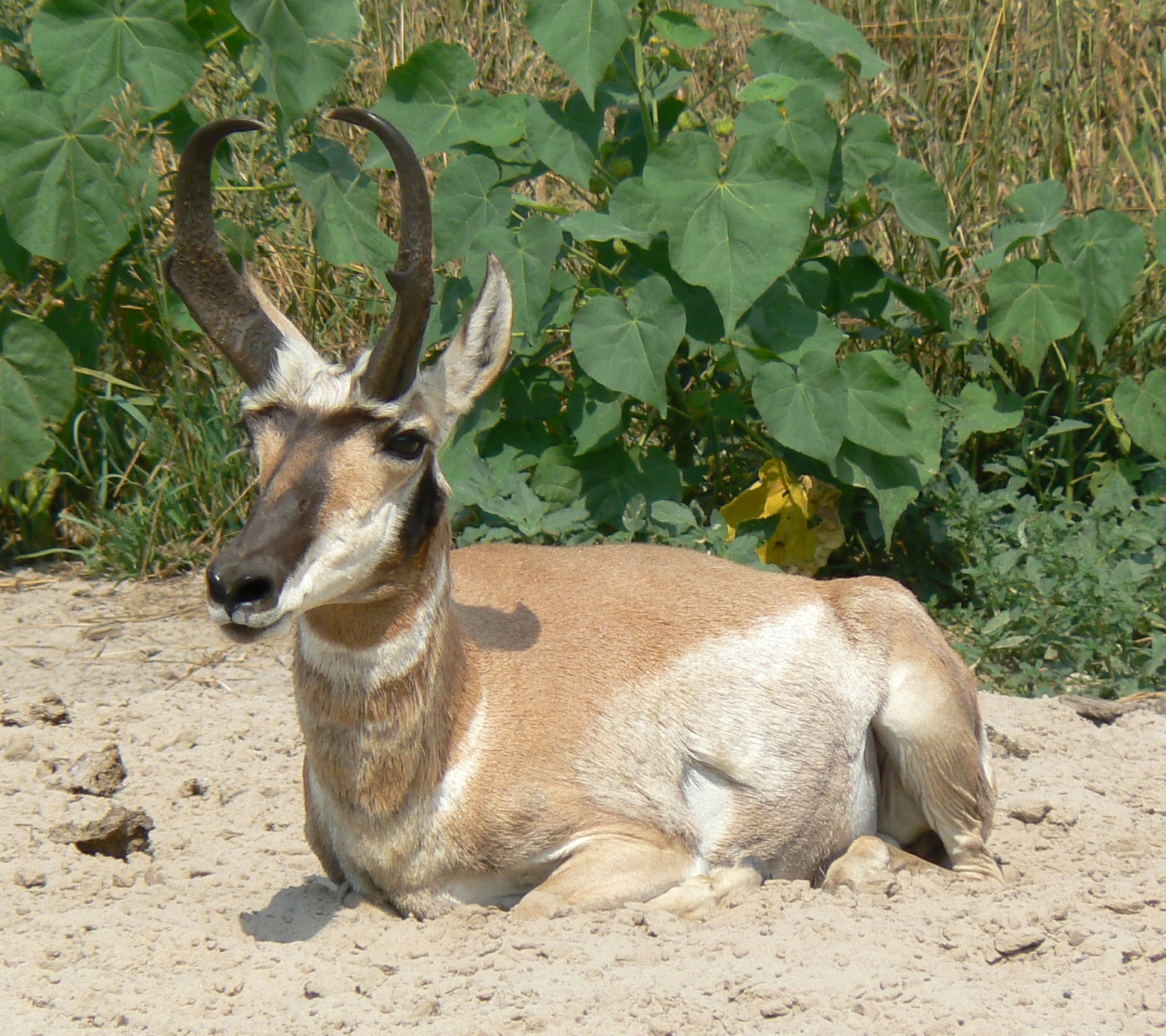
Дорослий самець вилорога

Основу живлення складають різноманітні трави, листя, молоді пагони. Вилороги харчуються невеликими кількостями різноманітних рослин. Взимку північні популяції значною мірою залежать від стебел, особливо, полину. Кактуси також поїдаються певною мірою, особливо в південних популяціях. Раціон змінюється зі зміною регіону поширення тварин та залежить від місцевої флори. В літній дієті переважають трав'янисті дводольні види, а однодольні трави, як правило, з'їдаються лише тоді, коли відбувається їхнє нове зростання. Споживання води змінюється залежно від її вмісту в рослинності. Коли доступні ніжні листки, що мають вологість 75 % і більше, то, здається, вилорогам не потрібно пити воду. У сухі сезони або в сухих областях вилороги перебувають у межах від 5 до 6 км від води і можуть пити до 3 літрів на день. Взимку риють сніг передніми копитами, щоб дістатися до корму.

## Загрози, охорона, чисельність
За оцінками, поголів'я вилорогів на початку XIX ст. становило 35 мільйонів голів. Вони були поширені на території від сходу штату Вашингтон та півдня штату Манітоба до півострова Баха Каліфорнія та північно-східної Мексики. У 1924 році приблизний підрахунок показав, що залишилося менше ніж 20 000 вилорогів. Таке зменшення чисельності тварин, швидше за все, було пов'язано з полюванням, у поєднанні з різким скороченням доступних місць проживання; і важкий випас худоби. Заходи щодо збереження та належна організація розповсюдження тварин збільшили цю кількість до нинішньої (2011) чисельності в приблизно 1 мільйон вилорогів (причому приблизно половина з них проживає у штаті Вайомінг). У Мексиці загрозою виду є браконьєрство та знищення природного середовища існування, яке проявляється в розвідці нафтових родовищ та відкритих видобутках корисних копалин. Чисельність вилорогів у Мексиці продовжує скорочуватись. За оцінками, є лише 300 особин сонорського вилорога у Сполучених Штатах і 200—500 — у Мексиці (U.S. Fish and Wildlife Service, 1998). Півострівних вилорогів приблизно 200 особин у та навколо центру розмноження у Баха-Каліфорнії. Загалом же чисельність вилорогів оцінюється в 1 мільйон. Сонорський підвид A. a. sonoriensis та півострівний підвид A. a. peninsularis вилорогів занесені до червоних книг штатів США та Мексики, де вони мешкають. Цей вид населяє ряд великих та добре керованих природоохоронних територій, зокрема Єллоустонський національний парк.

## Походження назви
Наукову назву Antilocapra americana можна перекласти як «американська антилопова коза». Родова назва Antilocapra складена із назв двох родів жуйних тварин: Antilope й Capra. Видова назва вказує на частину світу, в якій проживають ці тварини.
Американська загальна назва «prong-horned antelope» або пізніше, скорочено «pronghorn» XIX ст. походження, означає «вилорога антилопа». У словнику Шарлеманя назву цього виду подано саме у вигляді «антилопа вилорога».